# Saison 1983 de la NFL
Navigation
Édition précédente Édition suivante
La saison 1983 de la NFL est la 64e saison de la National Football League. Elle voit le sacre des Los Angeles Raiders à l'occasion du Super Bowl XVIII.

## Classement général
| Qualifié en play-offs |

| AFC Est              |      |      |      |        |          |            |
| Franchise            | Vic. | Déf. | Nuls | % vic. | Pts pour | Pts contre |
| Miami Dolphins       | 12   | 4    | 0    | .750   | 389      | 250        |
| New England Patriots | 8    | 8    | 0    | .500   | 274      | 289        |
| Buffalo Bills        | 8    | 8    | 0    | .500   | 283      | 351        |
| Baltimore Colts      | 7    | 9    | 0    | .438   | 264      | 354        |
| New York Jets        | 7    | 9    | 0    | .438   | 313      | 331        |
| AFC Central          |      |      |      |        |          |            |
| Franchise            | Vic. | Déf. | Nuls | % vic. | Pts pour | Pts contre |
| Pittsburgh Steelers  | 10   | 6    | 0    | .625   | 355      | 303        |
| Cleveland Browns     | 9    | 7    | 0    | .563   | 356      | 342        |
| Cincinnati Bengals   | 7    | 9    | 0    | .438   | 346      | 302        |
| Houston Oilers       | 2    | 14   | 0    | .125   | 288      | 460        |
| AFC Ouest            |      |      |      |        |          |            |
| Franchise            | Vic. | Déf. | Nuls | % vic. | Pts pour | Pts contre |
| Los Angeles Raiders  | 12   | 4    | 0    | .750   | 442      | 338        |
| Seattle Seahawks     | 9    | 7    | 0    | .563   | 403      | 397        |
| Denver Broncos       | 9    | 7    | 0    | .563   | 302      | 327        |
| San Diego Chargers   | 6    | 10   | 0    | .375   | 358      | 462        |
| Kansas City Chiefs   | 6    | 10   | 0    | .375   | 386      | 367        |

| NFC Est             |      |      |      |        |          |            |
| Franchise           | Vic. | Déf. | Nuls | % vic. | Pts pour | Pts contre |
| Washington Redskins | 14   | 2    | 0    | .875   | 541      | 332        |
| Dallas Cowboys      | 12   | 4    | 0    | .750   | 479      | 360        |
| St. Louis Cardinals | 8    | 7    | 1    | .531   | 374      | 428        |
| Philadelphia Eagles | 5    | 11   | 0    | .313   | 233      | 322        |
| New York Giants     | 3    | 12   | 1    | .219   | 267      | 347        |
| NFC Central         |      |      |      |        |          |            |
| Franchise           | Vic. | Déf. | Nuls | % vic. | Pts pour | Pts contre |
| Detroit Lions       | 9    | 7    | 0    | .563   | 347      | 286        |
| Green Bay Packers   | 8    | 8    | 0    | .500   | 429      | 439        |
| Chicago Bears       | 8    | 8    | 0    | .500   | 311      | 301        |
| Minnesota Vikings   | 8    | 8    | 0    | .500   | 316      | 348        |
| Tampa Bay Buccs     | 2    | 14   | 0    | .125   | 241      | 380        |
| NFC Ouest           |      |      |      |        |          |            |
| Franchise           | Vic. | Déf. | Nuls | % vic. | Pts pour | Pts contre |
| San Francisco 49ers | 10   | 6    | 0    | .625   | 432      | 293        |
| Los Angeles Rams    | 9    | 7    | 0    | .563   | 361      | 344        |
| New Orleans Saints  | 8    | 8    | 0    | .500   | 319      | 337        |
| Atlanta Falcons     | 7    | 9    | 0    | .438   | 370      | 389        |

- Seattle gagne la seconde Wild Card de l'AFC sur Denver en raison des résultats enregistrés en division (5-3 contre 3-5) après que Cleveland fut classé derrière ce binôme en raison des résultats enregistrés en confrontation directe (2-1 contre 0-2).
- New England termine devant Buffalo in the AFC Est en raison des résultats enregistrés en confrontation directe (2-0).
- Baltimore finished ahead of N.Y. Jets in the AFC Est en raison des résultats enregistrés en conférence (5-9 contre 4-8).
- San Diego termine devant Kansas City in the AFC Ouest en raison des résultats enregistrés en confrontation directe (2-0).
- Green Bay termine devant Chicago in the NFC Central en raison des résultats enregistrés face aux adversaires communs (5-5 contre 4-6).

## Play-offs
Les équipes évoluant à domicile sont nommées en premier. Les vainqueurs sont en gras

### AFC
- Wild Card : 
  - 24 décembre 1983 : Seattle 31-7 Denver
- Premier tour : 
  - 31 décembre 1983 :  Miami 20-27 Seattle
  - 1er janvier 1984 : Los Angeles Raiders 38-10 Pittsburgh
- Finale AFC : 
  - 8 janvier 1984 : Los Angeles Raiders 30-14 Seattle

### NFC
- Wild Card : 
  - 24 décembre 1983 : Dallas 17-24 Los Angeles Rams
- Premier tour : 
  - 31 décembre 1983 : San Francisco 24-23 Detroit
  - 1er janvier 1984 : Washington 51-7 Los Angeles Rams
- Finale NFC : 
  - 8 janvier 1984 : Washington 24-21 San Francisco

### Super Bowl XVIII
- 22 janvier 1984 : Los Angeles Raiders (AFC) 38-9 Washington (NFC), au Tampa Stadium de Tampa